# Keanu Reeves
Keanu Reeves (anglès: Keanu Charles Reeves)  (Beirut, 2 de setembre de 1964) és un actor canadenc de cinema i televisió.
Va accedir a la fama amb Point Break, al reconeixement amb Speed i esdevingué una estrella mundial pel seu paper de Neo al film Matrix. Paral·lelament a la seva carrera d'actor, va ser baixista del grup grunge Dogstar de 1991 a 2002, i més recentment en el grup Becky.
En l'emissió Entertainment Tonight el 2006, Keanu Reeves va estar inclòs en el «Top 10 de les estrelles preferides dels Americans». El 31 de gener de 2005, va rebre una estrella al Passeig de la fama a Hollywood.

## Biografia[1]

### Infantesa
Keanu Reeves va néixer a Beirut, on treballava sa mare, l'anglesa Patricia Bond (de fadrina, Taylor), quan va conèixer son pare, Samuel Nowlin Reeves, Jr., un geòleg estatunidenc amb orígens hawaià i xinès.
Son pare treballava com a obrer no qualificat i va ser detingut a Hawaii a l'aeroport internacional d'Hilo per tràfic d'heroïna (el pare de Keanu ho va confirmar en una entrevista de 2001). Va abandonar la seva esposa i la seva família quan Keanu tenia tres anys, i aquest no té actualment cap contacte amb ell. Keanu porta aquest nom per son oncle, Henry Keanu Reeves. Keanu és una paraula hawaiana que significa "brisa fresca sobre les muntanyes" que es pronuncia fonèticament ki-a-nu. Quan Keanu va arribar a Hollywood, el seu agent pensava que el seu nom era massa exòtic, i així durant els inicis de la seva carrera de vegades apareix als crèdits com a K.C. Reeves.
Keanu Reeves té una germana biològica anomenada Kim (nascuda a Austràlia el 1966) que va patir de leucèmia al començament dels anys 1990. A més, per part de sa mare, té una germanastra, Karina Miller (nascuda a Toronto el 1976) i del costat de son pare, una altra germanastra de nom Emma Rose Reeves (nascuda el 1980 a Hawaii).
Keanu Reeves tingué una infantesa inestable traslladant-se sovint i vivint amb diversos padrastres. Sos pares es van divorciar el 1966. Sa mare va esdevenir dissenyadora de roba. La família es va traslladar a Austràlia i després a Nova York. Allà, sa mare va conèixer i es va casar amb Paul Aaron, un director de Broadway i de Hollywood. La parella es va traslladar a Toronto, però es va divorciar el 1971. La mare de Keanu es va casar llavors amb Robert Miller, un promotor de rock, el 1976, però la parella es divorcià l'any 1980. El seu quart marit, Jack Bond, era perruquer. Aquest matrimoni va acabar el 1994.
Keanu va créixer principalment a Toronto. En menys de cinc anys, va estudiar en quatre instituts diferents, incloent-hi l'escola d'arts d'Etobicoke, de la qual va ser expulsat. Keanu lluïa més en l'hoquei sobre gel que en els estudis, atès que era dislèxic. Feia de porter. El seu equip li va posar com a sobrenom «el mur» i el va escollir com a millor jugador. Keanu afirma que somiava convertir-se en un jugador olímpic defensant els colors del Canadà. No aconseguí mai el seu diploma d'estudis secundaris perquè va abandonar l'institut.

### Carrera

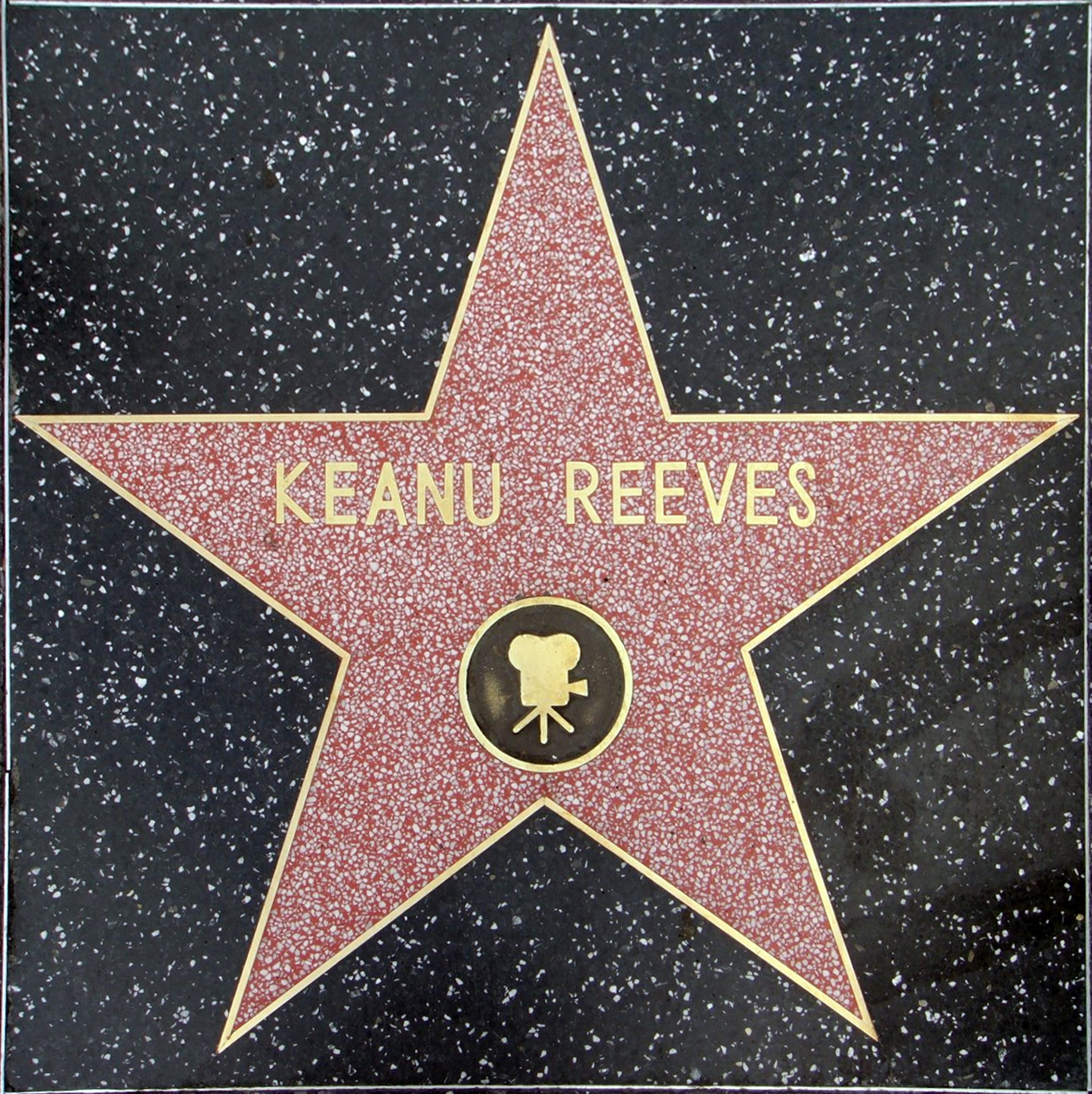
Estrella de Keanu Reeves al Passeig de la Fama (Hollywood)

Keanu començà la seva carrera d'actor a l'edat de nou anys. Aparegué a la producció Damn Yankees. Als 15 anys, va fer de Mercutio a Romeu i Julieta, tragèdia romàntica al teatre de Leah Posluns. Keanu va començar a la pantalla gran en una sèrie còmica de la CBS, Hangin'in. Al començament dels anys 1980, va aparèixer en publicitat (destacant una per la Coca-Cola), curtmetratges com un drama de la NFB One Step Away i finalment l'èxit de culte de Brad Fraser Wolf Boy. El 1984, actuà a la sèrie Going Great.
El primera pel·lícula notable de Keanu va ser Youngblood, un film sobre l'hoquei sobre gel de Peter Markle, al costat de Patrick Swayze i Rob Lowe, que va ser rodat al Canadà. Feia de porter quebequès. Poc temps després de la sortida de la pel·lícula, va marxar a Los Angeles. El seu exsogre Paul Aaron, director de televisió, havia convençut Erwin Stoff de ser l'agent de Keanu. Stoff ha coproduït més tard algunes de les seves pel·lícules.
Després d'alguns papers menors, un paper més important es presenta el 1986 a River's Edge. Després de l'èxit de la pel·lícula, va passar els finals dels anys 1980 apareixent en un cert nombre de pel·lícules d'adolescents, incloent Permanent Record, i la comèdia d'èxit de 1989, Bill & Ted's Excellent Adventure, amb la seva continuació el 1991 Les Aventures de Bill i Ted. Aquest paper va marcar molt Keanu. Ha indicat que «tenia el costum de tenir malsons en els quals Ted «ha interpretat Ted» sobre la meva làpida». S'il·lustra en el mateix període en una adaptació de Les amistats perilloses de Stephen Frears.
Al començament dels anys 1990, Keanu començà a sortir del seu període de pel·lícules per a adolescents. Ha aparegué en pel·lícules d'acció com a Point Break. Ja valor segur de Hollywood, Keanu Reeves intentà escapar a la imatge de jove sex-symbol, que se li enganxa a la pell, i de guanyar-se el reconeixement rodant sota la direcció de directors famosos: Gus Van Sant a My Own Private Idaho on encarna un jove acomadat al costat de River Phoenix, Francis Ford Coppola a Dràcula de Bram Stoker, Kenneth Branagh a Molt soroll per no res o també Bernardo Bertolucci a Little Buddha.
El 1994, comparteix el cartell de Speed amb Sandra Bullock que li aporta un reconeixement internacional. Aquest èxit és seguit d'alguns fracassos comercials, com A Walk in the Clouds, o també el thriller d'acció Chain Reaction d'Andrew Davis. Va ser company d'Al Pacino a Pactar amb el diable, una thriller de Taylor Hackford que revisita la llegenda de Faust.
El revolucionari Matrix dels germans Wachowski donà una nova bufada a la seva carrera. Aquesta obra mestra d'efectes especials és un dels més grans èxits mundials de l'any 1999. En els altres dos episodis, Matrix Reloaded i Matrix Revolutions (2003), continuà fent el paper de Neo.
A partir de 2000, Keanu Reeves decideix interpretar mals nois interpretant un assassí en sèrie a Joc assassí de Joe Charbanic, així com un marit violent a The Gift de Sam Raimi. Encarna el 2001 l'entrenador d'un jove equip de beisbol a Hardball. Amb Constantine, l'actor interpretà aquesta vegada un exorcista fumador i depressiu.
El 2006 treballa a A Scanner Darkly que va rebre bones crítiques. Retroba Sandra Bullock el 2006 en la romàntica La casa del llac d'Alejandro Agresti.
El 2008, interpretà els personatges de Tom Ludlow a Street Kings i de Klaatu en The Day the Earth Stood Still. El febrer de 2009 The Private Life of Pippa Lee - pel·lícula en la qual Keanu apareix al costat de Robin Wright, Julianne Moore, Alan Arkin, Winona Ryder, Maria Bello, Monica Bellucci, Zoe Kazan, Ryan McDonald, Blake Lively i Robin Weigert - va estar presentada al Festival Internacional de Cinema de Berlín.

### Vida privada
Durant gairebé una dècada, Keanu Reeves vivia en cases llogades i hotels i era resident del Castell Marmont. Va comprar la seva primera casa als Hollywood Hills de Los Angeles el 2003, i té també un pis prop de Central Park West a Nova York.
Nascut al Líban, Keanu Reeves no és un ciutadà libanès, ja que els seus pares no són libanesos. És ciutadà canadenc naturalitzat que posseeix igualment la ciutadania americana i britànica pel dret de sang.
Keanu Reeves mai no ha estat casat. El desembre de 1999, la seva companya Jennifer Syme de 27 anys, va donar a llum una filla nascuda morta. L'abril de 2001, Syme va morir en un accident de cotxe. Va ser enterrada al costat de la seva filla en el Westwood Village Park Cemetery a Los Angeles, a Califòrnia.
El 2008, Keanu Reeves fou acusat per la paparazzi Alison Silva d'haver-la ferit amb el seu Porsche: aquesta reclamava 700.000$ d'indemnitzacions. El procés va durar menys d'una hora, perquè els dotze jutges van rebutjar el cas i donaren la raó a l'actor.
Se li han atribuït moltes relacions amb les seves companyes de pel·lícules com Charlize Theron (Pactar amb el diable', Sweet November) o també Carrie-Anne Moss (Matrix) però els rumors mai no han estat corroborats.
Va ser amic de River Phoenix, mort d'una sobredosi el 1993 al Viper Room.

## Filmografia
Les seves pel·lícules més destacades són

### Cinema
- 1985: One Step Away, de Robert Fortier
- 1986: Brotherhood of justice, de Charles Braverman
- 1986: Flying, de Paul Lynch
- 1986: Youngblood, de Peter Markle
- 1986: River's Edge, de Tim Hunter
- 1988: The Night Before, de Thom Eberhardt
- 1988: Permanent Record, de Marisa Silver
- 1988: The Prince of Pennsylvania, de Ron Nyswaner
- 1988: Les amistats perilloses (Dangerous Liaisons), de Stephen Frears –- el cavaller Danceny
- 1989: Bill & Ted's Excellent Adventure, de Stephen Herek
- 1989: Parenthood, de Ron Howard
- 1990: T'estimo fins a la mort (I Love You to Death), de Lawrence Kasdan
- 1990: Tune in Tomorrow…, de Jon Amiel
- 1991: Captivated '92: The Video Collection, de George Lucas (vídeo) (segment Rush, Rush)
- 1991: Providence, de David Mackay
- 1991: Li diuen Bodhi (Point Break), de Kathryn Bigelow
- 1991: L'al·lucinant viatge de Bill i Ted (Bill & Ted's Bogus Journey), de Peter Hewitt
- 1991: My Own Private Idaho, de Gus Van Sant
- 1992: Dràcula de Bram Stoker, de Francis Ford Coppola
- 1993: Much Ado About Nothing, de Kenneth Branagh
- 1993: El club dels mutants (Freaked), de Tom Stern i Alex Winter
- 1993: Elles també es deprimeixen, de Gus Van Sant
- 1993: El petit buda (Little Buddha), de Bernardo Bertolucci
- 1994: Speed, de Jan de Bont
- 1995: Johnny Mnemonic, de Robert Longo
- 1995: A Walk in the Clouds, d'Alfonso Arau
- 1996: Chain Reaction, d'Andrew Davis
- 1996: Feeling Minnesota, de Steven Baigelman
- 1997: The Last Time I Committed Suicide, de Stephen T. Kay
- 1997: Pactar amb el diable (The Devil's Advocate), de Taylor Hackford
- 1999: Matrix (The Matrix), dels germans Wachowski
- 1999: Me and Will, de Melissa Behr i Sherrie Rose
- 2000: The Replacements, de Howard Deutch
- 2000: Joc assassí (The Watcher), de Joe Charbanic
- 2000: Premonició (The Gift), de Sam Raimi
- 2001: Novembre dolç (Sweet November), de Pat O'Connor
- 2001: Hardball de Brian Robbins
- 2003: Matrix Reloaded (The Matrix Reloaded), des germans Wachowski
- 2003: Matrix Revolutions (The Matrix Revolutions), des germans Wachowski
- 2003: Quan menys t'ho esperes (Something's Gotta Give), de Nancy Meyers
- 2005: Video Hits: Paula Abdul, de Stephan Wuernitzer (vídeo) (segment Rush, Rush)
- 2005: Thumbsucker, de Mike Mills
- 2005: Constantine, de Francis Lawrence
- 2006: A Scanner Darkly, de Richard Linklater
- 2006: La casa del llac (The Lake House), d'Alejandro Agresti
- 2008: Street Kings, de David Ayer
- 2008: The Day the Earth Stood Still – Klaatu
- 2009: Les Vies privées de Pippa Lee de Rebecca Miller
- 2010: Henry's Crime
- 2012: Generation Um...
- 2012: Side by Side de Christopher Kenneally: ell mateix
- 2013: Man of Tai Chi de Keanu Reeves: Donaka Mark
- 2013: 47 Ronin de Carl Erik Rinsch: Kai
- 2014: John Wick de Chad Stahelski i David Leitch: John Wick
- 2015: Toc-toc d'Eli Roth: Evan Webber
- 2016: Exposed de Declan Dale: Scott Galban
- 2016: The Whole Truth de Courtney Hunt: Richard Ramsey
- 2016: The Neon Demon de Nicolas Winding Refn: Hank
- 2017: John Wick 2 de Chad Stahelski: John Wick
- 2017: The Bad Batch d'Ana Lily Amirpour: The Dreamer
- 2017: To the Bone de Marti Noxon: Dr. William Beckham
- 2017: SPF-18 de Alex Israel: ell mateix
- 2018: Siberia de Matthew Ross: Lucas Hill
- 2018: Destination Wedding de Victor Levin: Frank
- 2018: Replicas de Jeffrey Nachmanoff: Will Foster
- 2019: John Wick: Chapter 3 - Parabellum: John Wick
- 2021: Matrix Resurrections
- 2023: John Wick: Chapter 4: John Wick

### Televisió
- 1985: Night Heat (sèrie TV) (episodi Necessary Force)
- 1985: Letting Go, de Jack Bender
- 1986: Brotherhood of Justice, de Charles Braverman
- 1986: Act of Vengeance, de John Mackenzie
- 1986: Young Again, de Steven Hilliard Stern
- 1986: Under the Influence, de Thomas Carter
- 1986: Babes in Toyland, de Clive Donner
- 1987: Trying Times, de Sheldon Larry i Jonathan Demme (sèrie TV) (episodi Moving Day)
- 1989: Life Under Water, de Jay Holman
- 1989: The Tracey Ullman Show, de Ted Bessell i Art Wolff (sèrie TV) (episodi Two Lost Souls)
- 1990: Bill & Ted's Excellent Adventures, de Gordon Hunt (sèrie TV) (veu)
- 1991: The Word, de Julia Knowles i Luke Campbell (sèrie TV) (episodi 2 de la temporada 2)
- 2003: The Great Warming, de Judith Dwan Hallet

## Premis[4]
- 1991: MTV Movie Awards al millor actor per Point Break
- 1995: MTV Movie Awards al millor duo (Sandra Bullock per Speed)